# Mauser Modelo 1889
O Mauser Modelo 1889 é um fuzil por ação de ferrolho de origem belga. Tornou-se conhecido também como: Mauser belga 1889, Mauser argentino 1891 e Mauser turco 1890.

## Histórico
Depois que os irmãos Mauser terminaram o trabalho no Modelo 71/84 em 1880, a equipe de design começou a criar um repetidor de pequeno calibre que usava pólvora sem fumaça. Por causa dos contratempos causados pela morte de Wilhelm Mauser, eles não conseguiram ter o projeto concluído em 1882, e a Comissão Alemã de Teste de Rifles (Gewehr-Prüfungskommission) foi formada. A comissão preferiu criar seu próprio projeto.
Paul Mauser criou duas variações diferentes do mesmo rifle, uma com uma coronha reforçada com um guarda-mão integrado; e outra, com um design tradicional seguindo o layout da série 71, na esperança de poder anular a decisão da comissão, ou pelo menos vender seu design para o Reino da Baviera, que adotou suas próprias armas. Os dois rifles ficaram conhecidos como Mauser 89 belga (com o guarda-mão) e Mauser 91 argentino (com o layout da série 71), idênticos em sua função e sistema de alimentação. As principais características eram a capacidade de usar um carregador de tira para alimentar cinco cartuchos (uma revolução na taxa de tiro), e a introdução dos cartuchos 7,65×53mm Mauser recém-desenvolvidos, de alto desempenho, sem fumaça e sem aro.

## Operadores
- Argentina
- Bélgica
- Brasil[8]
- Bolívia
- Colômbia
- Congo-Léopoldville
- Equador
- Império Alemão
- Alemanha Nazista
- Paraguai
- Peru
- Espanha
- Império Otomano
  -  Turquia
- Iugoslávia